# 克拉斯诺耶农村居民点 (布良斯克州)
克拉斯诺耶农村居民点（俄语：Красносельское сельское поселение）是俄罗斯联邦布良斯克州维戈尼奇区所属的一个农村居民点。其下辖有7个居民点，行政中心为克拉斯诺耶。据2015年统计，该农村居民点的人口为1348人。